# Mostazal
Mostazal is een gemeente in de Chileense provincie Cachapoal in de regio Libertador General Bernardo O'Higgins. Mostazal telde 25.343 inwoners in 2017 en heeft een oppervlakte van 524 km².